# Dendrodasys affinis
Dendrodasys affinis är en djurart som tillhör fylumet bukhårsdjur, och som beskrevs av Wilke 1954. Dendrodasys affinis ingår i släktet Dendrodasys och familjen Dactylopodolidae. Inga underarter finns listade i Catalogue of Life.